# BKV Norrtälje
BKV Norrtälje är en fotbollsklubb i Norrtälje i Sverige, som bildades 1933. Laget spelar i röda tröjor och blåa byxor, och har flera säsonger i Sveriges tredjedivision bakom sig. Laget spelar 2015 i Division 2 Norra Svealand. Laget spelar på Norrtälje IP som tar in 750 åskådare. Klubben hette tidigare Bollklubben Vargarna, men namnet ändrades inför säsongen 1989.

## Meriter
2013 vann BKV Div 3 Östra Svealand.
I Svenska cupen 2011 stod BKV Norrtälje för en jätteskräll när de slog ut Hammarby med 1-0 i andra omgången.

## Kända spelare med ett förflutet i klubben
- Bosse Andersson, "Super-Bo", före detta spelare på elitnivå i Sverige, huvudsakligen i Djurgårdens IF. Blev inför säsongen 2014 klar som ny sportchef Djurgårdens IF.
- Markus Karlsson, f.d. lagkapten i Djurgårdens IF och IF Brommapojkarna.
- Mikael "Mille" Olsson, f.d. målvakt i bland annat IF Brommapojkarna, sedermera målvaktstränare för Hammarby IF i Allsvenskan.
- Robbin Sellin, född 1990, f.d. svensk juniorlandslagsspelare som spelat i Allsvenskan med GIF Sundsvall och även representerat  Djurgårdens IF, IK Brage och IFK Mariehamn.
- Tobias Lindström, spelade säsongen 2006 i IK Sirius, som då spelade i division 1, sedermera sportchef i BKV Norrtälje.